# Sapromyza pistaciphila
Sapromyza pistaciphila är en tvåvingeart som beskrevs av Shatalkin 1993. Sapromyza pistaciphila ingår i släktet Sapromyza och familjen lövflugor.
Artens utbredningsområde är Turkmenistan. Inga underarter finns listade i Catalogue of Life.